# Zond 5
La Zond 5 (in russo Зонд-5?) è stata una sonda sovietica del programma Zond. Doveva precedere le future missioni umane con equipaggio e fu la prima missione sovietica che dopo un flyby con la Luna ritornò sulla Terra con successo.

## La sonda
La sonda includeva un carico biologico composto da tartarughe, mosche, vermi della farina, piante, semi, batteri e altre creature viventi. Inoltre, secondo l'Accademia Russa delle Scienze, sul sedile del pilota c'era un manichino alto 175 cm del peso di 70 kg contenente rilevatori di radiazioni.
La massa asciutta in orbita era di 5375 kg.

## La missione
La sonda venne lanciata in orbita terrestre il 14 settembre 1968 dal lanciatore Proton 8K82K e diretta verso la Luna dallo stadio Tjaželij Sputnik. Durante il viaggio verso la Luna ci fu un guasto e per guidare la sonda vennero utilizzati i sensori di riserva. Il 18 settembre 1968 la sonda volò attorno alla Luna, spingendosi fino a una distanza minima di 1950 km. Vennero scattate fotografie della Terra di alta qualità da una distanza di 90.000 km.
Il 21 settembre 1968 la capsula di rientro entrò nell'atmosfera terrestre, aprendo i paracadute a 7 km di altezza. A causa di un guasto ad un sensore di controllo si rese impossibile l'ingresso guidato previsto. La capsula finì nell'area di riserva nell'Oceano Indiano a 32,63°S, 65,55°E e venne recuperata con successo assieme al carico biologico. Venne poi annunciato che le tartarughe avevano perso circa il 10% della loro massa corporea ma erano rimaste attive e non dimostravano meno appetito.